# Měnírna Holešovice
Měnírna Holešovice je bývalá tramvajová měnírna v Praze, která stojí u železničního mostu v ulici Partyzánská na okraji Holešovické elektrárny.

## Historie
Transformační stanice byla postavena v roce 1937 podle projektu architekta Josefa Mlíky. Do trolejí dodávala stejnosměrný proud do roku 1989; její funkci poté převzala měnírna v ulici Strojnická.

### Popis
Měnírna je situována podle zastavovacího plánu elektrárny. Její manipulační prostory měly horní osvětlení. Byla k ní přičleněna garáž pro pojízdné usměrňovací stanice; ty bývaly v provozu při místních poruchách úseků a vypomáhaly při očekávaném velkém zatížení.